# Donald M. Nicol
Donald MacGillivray Nicol (ur. 4 lutego 1923 w Portsmouth, zm. 25 września 2003 w Cambrigde) – brytyjski historyk, bizantynolog. 

## Życiorys
W okresie II wojny światowej walczył w armii brytyjskiej w Grecji (1944–1945). W latach 1948–1952 studiował w Pembroke College w Cambrigde. Opiekunem jego pracy doktorskiej (The Despotate of Epiros) był Steven Runciman. W latach 1952–1964 nauczał łaciny i greki w Iniversity College w Dublinie. Następnie historię Bizancjum na uniwersytecie w Edynburgu. Był profesorem King΄s College w Londynie (Katedra Nowej Greki oraz Bizantyńskiej Historii, Języka i Literatury). W latach 1989–1992 był dyrektorem Biblioteki Genadiosa w Atenach. Donald M. Nicol specjalizował się w historii Bizancjum, Grecji oraz literatury i języka greckiego. Dużo uwagi poświęcił historii politycznej Bizancjum okresu Paleologów.  Był członkiem Royal Irish Academy i British Academy. Był obywatelem honorowym miasta Arta (1981) i doktorem honoris causa uniwersytetu w Joanninie (1997).

## Wybrane publikacje
- The Despotate of Epiros, Oxford: Basil Blackwell 1957 (1. wydanie; obejmuje okres 1204-1267).
- The Byzantine Family of Kantakouzenos (Cantacuzenus), ca 1100–1460: a genealogical and prosopographical study, Washington DC: Dumbarton Oaks 1968.
- Byzantium. Its ecclesiastical history and relations with the western world. Collected studies, London: Variorum Reprints 1972, ISBN 0-902089-35-8
- Meteora. The rock monasteries of Thessaly, London: Chapman & Hall, 1963. Revised edition: Meteora: the rock monasteries of Thessaly, London: Variorum Reprints 1975, ISBN 0-902089-73-0
- End of the Byzantine Empire, Hodder Arnold 1979, ISBN 0-7131-6250-3
- Church and Society in the Last Centuries of Byzantium (The Birkbeck Lectures in Ecclesiastical History 1977), Cambridge University Press 1979, ISBN 0-521-07167-4
- Byzantium and Venice: A Study in Diplomatic and Cultural Relations, Cambridge University Press 1988, ISBN 978-0-521-34157-8
- Joannes Gennadios, the man. A biographical sketch, American School of Classical Studies at Athens 1990.
- A biographical dictionary of the Byzantine empire, London: Seaby 1991, ISBN 1-85264-048-0
- The Despotate of Epiros 1267-1479. A Contribution to the History of Greece in the Middle Ages, Cambridge University Press 1984, ISBN 0-521-13089-1
- The immortal Emperor. The Life and Legend of Constantine Palaiologos, Last Emperor of the Romans, Cambridge University Press 1992, ISBN 0-521-89409-3
- The Last Centuries of Byzantium, 1261–1453, Cambridge University Press 1993, ISBN 978-0-521-43991-6
- The Byzantine Lady. Ten Portraits 1250-1500, Cambridge University Press 1996, ISBN 978-0-521-57623-9
- The Reluctant Emperor. A Biography of John Cantacuzene, Byzantine Emperor and Monk c. 1295-1383, Cambridge University Press 1996, ISBN 978-0-521-52201-4
- (redakcja) Theodore Spandounes, On the origin of the Ottoman emperors, Cambridge University Press 1997, ISBN 0-521-58510-4

## Przekład w języku polskim
- Konstantyn XI. Ostatni cesarz Rzymian, przeł. Małgorzata Dąbrowska, Gdańsk: Marabut 2004.